# Kladno-Rozdělov (železniční zastávka)
Kladno-Rozdělov je malá železniční zastávka v Kladně na 32. kilometru jednokolejné železniční trati Praha–Rakovník u železničního přejezdu na okraji obce v Doberské ulici (silnice ve směru Velká Dobrá). Sousední stanice jsou Kladno a Kamenné Žehrovice.

## Turistické cíle v okolí
- kostel svatého Václava v Rozdělově
- kaple sv. Mikuláše v Rozdělově
- Rozdělovské věžáky
- Městský stadion Sletiště
- mohylové pohřebiště Hora u Velké Dobré
- kaplička u silnice na Velkou Dobrou